# Cantó de Nantua
El cantó de Nantua és una divisió administrativa francesa del departament de l'Ain i del districte de Nantua. El cap cantonal és Nantua i agrupa 12 municipis.

## Municipis
- Apremont
- Brion
- Charix
- Béard-Géovreissiat
- Lalleyriat
- Maillat
- Montréal-la-Cluse
- Nantua
- Les Neyrolles
- Le Poizat
- Port
- Saint-Martin-du-Frêne

## Història
| Data d'elecció                           | Identitat      | Partit                                  | Qualitat |
| ---------------------------------------- | -------------- | --------------------------------------- | -------- |
| 1945-1955                                | M. Perrin      | radical                                 |          |
| 1955-1967                                | Claudius Piron | Divers gauche                           |          |
| 1967-1985                                | Simon Pernod   | UDF-CDS                                 |          |
| 1985-2011                                | Claude Ferry   | RPR, després UMP, després divers droite |          |
| 2011-                                    | Jean Deguerry  | Divers droite                           |          |
| les dades anteriors no són pas conegudes |                |                                         |          |
|                                          |                |                                         |          |